# Henry de Heaulme
Marie Joseph Aimé Albert Jean Baptiste Henri „Henry“ de Heaulme (* 23. Juni 1899 in La Reunion; † 29. November 1986 in der Dordogne) war französischer Kolonist („Colon“), Plantagenbesitzer, Unternehmer und Politiker in Madagaskar.

## Familie
Die Familie de Heaulme geht zurück auf Françoise Châtelain, die 1674 als eine von 15 „Töchtern des Königs“ Ludwig XIV. im Alter von 16 Jahren aus dem Pariser Hôpital de la Salpêtrière über Fort Dauphin (heute Tolagnaro) nach Réunion kam.  Françoise wurde in einer Massenhochzeit am 27. August 1674 mit einem Fähnrich der Marine verheiratet. Die Frauen der Antanosy, eine Ethnie in Madagaskar, die bisher mit den Männern der Kolonie gelebt hatten, waren außer sich. Es kam zu einem Massaker. 75 Franzosen wurden getötet, 63 konnten entkommen. Auch Françoise überlebte, verlor ihren Ehemann, floh nach La Réunion und heiratete dort, nachdem sie zwei weitere Ehemänner überlebt hatte, Augustin Panon. Die Familie Panon stieg in der Folge zur größten Familiendynastie in La Réunion auf. Françoise Châtelain Panon, die 1730 starb, wurde zur Stammmutter der Inselaristokratie, zu der auch die de Heaulmes gehören.
Jean Roland Boutsocq de Heaulme (* 1705; † 1773) emigrierte 1729 nach La Réunion. 1732 wurde er Offizier der von Ludwig XIV. als Gegenentwurf zur britischen East India Company geschaffenen Grande Compagnie des Indes Orientales. Bald gehörten ihm Zuckerrohr-Plantagen, die von Sklaven aus Madagaskar betrieben wurden und die einen großen Teil der Insel einnehmen. Der Familiensitz „La Basse-Terre“ wurde zu einem stattlichen Palast ausgebaut. Die de Heaulmes wurden später überflügelt von noch höher geborenen Siedlern, wie den Panon Desbassayns, den de Villèle, den de Villentroy, den de Châteauvieux und den de Dieuleveult, die nach La Réunion emigrierten, um der Guillotine der Französischen Revolution zu entgehen.
Als Frankreich 1895 Madagaskar erobert und zur Kolonie degradiert hatte, wehrten sich die Merina, die bisher vom Hochland um Antananarivo die Insel beherrscht hatten, gegen die Invasion. Der neue Generalgouverneur General Joseph Gallieni ließ den von Königin Ranavalona III. angeführten Widerstand brutal niederschlagen. Er schickte die Königin ins Exil nach La Réunion. Dort wurde sie von Madame de Villentroy, der Großmutter Henry de Heaulmes, in einem Stadthaus untergebracht, bis die französische Regierung sie endgültig in Algerien internierte, wo sie 1917 starb.

## Leben und Karriere
Henry de Heaulme war in achter Generation einer der Söhne des Plantagenbesitzers Narcisse de Heaulme (1856–1945) und der Marie Bellier de Villentroy (1866–1962) aus Le Chaudron auf der Insel La Réunion. Er nahm mit vier Brüdern auf der Seite Frankreichs am Ersten Weltkrieg teil. Als ihre fünf Brüder wohlbehalten aus dem Ersten Weltkrieg zurückkehrten, trat Marthe de Heaulme (* 1902; † 1994) gemäß einem Gelübde, als Soeur Gabrielle in Fort Dauphin in den Orden der Barmherzigen Schwestern ein. Als „Kleine Schwester der Armen“ gründete sie neben einer Sozialstation in Amboasary, nahe Berenty, zwei weitere Gemeinden im Süden Madagaskars. Ihr Einsatz, insbesondere während der großen Hungersnöte 1942–1943 und 1947–1949, bleibt bei den Bedürftigen in der madagassischen Bevölkerung unvergessen.
Nach dem Ende des Krieges machte Henry  mit seinem jüngeren Bruder Alain de Heaulme Station im Hafen von Tamatave und besuchte von dort aus die Hauptstadt Tananarive.
Nach der Familientradition hatte der älteste Bruder die Ländereien in La Réunion übernommen (wahrscheinlich Roland de Heaulme (1889–1974)). In der Nähe von Tananarive erwarben die Brüder eine Plantage. Alain überstand dort eine Pesterkrankung, und als Henry und Alain dreimal hintereinander an der Gelbsucht erkranken, verließen sie auf Rat der Ärzte das Hochplateau, gaben die Plantage auf und verdingten sich bei ihrem Onkel Pierre Bellier de Villentroy im trockneren und gesünderen Süden der Insel. Ende 1926 heiratete Henry die Tochter des Glimmer-Magnaten Marcelle Bellier de Villentroy. Mit seiner hochschwangeren Ehefrau fuhr er im Mai 1928 mit einer Harley-Davidson mit Beiwagen von Tananarive nach Fort Dauphin.
Alain wurde Betriebsleiter und Sprengmeister in den Glimmer- und Grafitminen in Ambihy, in der Nähe von Tsivory. Später arbeitete er als Manager der Sisalplantage seines Bruders in Berenty.
Henry übernahm den Versand und Export des auch als Mica bekannten Glimmers. Für den Transport bestellte Henry bei der Firma Alatari & Pitts, Geschäftspartner seines Onkels in New York, einen Lastwagen der Marke Chevrolet, der erste seiner Art in Südmadagaskar.
Als Huguette de Heaulme (* 1929) 1932 getauft wurde, schickte er das Ersparte als Mitgift für die Tochter nach Fort Dauphin. 

### Gründung der Sisal-Firma
In Fort Dauphin machte Marcelle Bellier de Villentroy das Haus der wachsenden Familie zum gesellschaftlichen Mittelpunkt der französischen Kolonie und Henry plante die Gründung eines eigenen Sisal-Geschäfts. Französische Siedler hatten 1922 die ersten 42 Tonnen der aus Mexiko stammende Agavenart Sisal nach Frankreich exportiert.  Bis zum Beginn des Zweiten Weltkrieges war die Produktion auf 2.500 Tonnen angestiegen, davon kamen 880 Tonnen aus der Region um Fort Dauphin.
Auf der Suche nach geeignetem Holz für die Transportkisten überquerte er 1936 den Mandrare Fluss  bei Berenty. Er erwarb zusammen mit seinem Bruder Alain von dem Antandroy Mahafaha in Ankoba Wald und Ländereien. Henry wurde Blutsbruder des Antandroykönigs Tsiongakarivo. Für das Land, das nach Auffassung der Einheimischen unveräusserbar und von den Vorvätern nur treuhänderisch überlassen ist, wurde kein Preis verlangt. Die de Heaulme-Brüder baten jedoch Zeburinder an, um den Vertrag zu besiegeln. Die Kolonialverwaltung untermauerte den Anspruch der Neusiedler mit der Erteilung großzügiger Landkonzessionen.
Im Tal des Mandrare siedelten sich mit den Confolent, Gallois und François und Aymar de Guitaut weitere „Colons“ aus Frankreich an. Es gibt Hinweise darauf, dass auch die de Heaulmes bei der Landrodung auch von dem unter Gouverneur Marcel Olivier 1926 für junge Madagassen eingerichteten Zwangsarbeitsdienst SMOTIG profitiert haben. Die Brüder pflanzten Sisal, errichteten Verarbeitungsanlagen und beschafften eine deutsche Dampfmaschine mit Schwungrad (gebaut 1928) und eine Motorsäge. Für die Arbeiter und Familien bauten sie in Berenty Wohnhütten, eine Schule und eine Krankenstation, die später von Henrys Tochter Chantal geleitet wurde.
Henry de Heaulme ließ auf 6.000 ha Wald, zu dem 100 ha Galeriewald am Mandrare gehören, ein Naturschutzgebiet für die dort beheimateten Lemuren, einrichten, insbesondere für weiße Sifaka und die wegen ihres geringelten Schwanzes unverwechselbaren Katta.
Alain übernahm die Rolle des Plantagenaufsehers, Henry kümmerte sich um  Versand und Export des Sisals. Am Anfang dauerte der Transport auf zweirädrigen Ochsenkarren zum Hafen in Fort Dauphin zwei Tage. Später übernahm ein  Lastwagen die Lieferung.
Während des von 1947 bis 1949 andauernden Freiheitskampfes der Madagassen verhinderte Henry de Heaulme in Fort Dauphin zusammen mit dem  Hauptmann Martin und anderen Siedlern die von einem Polizeigericht verhängte Hinrichtung von 117 Aufständischen. Außerdem setzte er sich erfolgreich für die Ablösung des für die Folter an Gefangenen verantwortlichen Polizeikommissars Gervais ein.

### Nachkriegszeit
Die hohen Preise, die Ende der 1940er Jahre von Frankreich für Sisal aus Madagaskar gezahlt wurden und der Marshall-Plan, der Europa wirtschaftlich auf die Beine half, trieb auch die Sisalproduktion in Madagaskar in die Höhe. Berenty produzierte 1949 lediglich 20 Tonnen, 1964 aber bereits 600 Tonnen Sisal. Auch Henry de Heaulme erhielt 1950 einen Zuschuss aus dem Marshall-Plan. Er beschaffte Traktoren und eine Waldrodungsmaschine. Eine eigene Stromversorgung trieb Generatoren, Förderbänder und Quetsch- und Faserbürstmaschinen an. Als 1953 das Nylon erfunden wurde und die Weltmarktpreise für Sisal einbachen, subventionierte der französische Fonds  „L’Encouragement Textil“ mit 10.000 CFA-Franc jede Tonne exportierten Sisals. Die 1950er und 1960er Jahre wurden zu goldenen Jahren des Sisals. Nylon schaffte es nicht, Sisal vom Markt zu verdrängen, da es sich für manchen Anwendungen besser eignete als Nylon.

### Politische Karriere in Madagaskar
Als Charles de Gaulle 1958 mit dem Mandat an die Macht zurückkehrte, das französische Kolonialreich endgültig aufzulösen, begann auch Madagaskars Weg in die Unabhängigkeit. Henry de Heaulme wurde von den Madagassen zunächst als ihr Provinzvertreter gewählt, übernahm den Vorsitz in der Provinzversammlung und wurde Vizepräsident der verfassunggebenden Nationalversammlung. Als einer der Gründungsväter unterzeichnete er im Oktober 1958 gemeinsam mit den Politikern Laurent Botokeky, Monja Jaona und dem künftigen Präsidenten Tsiranana das Grundgesetz der neuen Republik Madagaskar.
Die führenden Köpfe der Unabhängigkeit, wie Joseph Ravoahangy, Joseph Raseta und Jacques Rabemananjara, haben in Frankreich studiert. Sie gehören dem Adel des Stammes der im Hochland um Tananarive herum angesiedelten Merina an. Das Königreich der Merina hatte bereits vor dem Einmarsch der Franzosen insbesondere die Küstenbewohner der Insel („Côtiers“) massiv unterdrückt. Vielen „Côtiers“ erschien daher eine madagassische Führung unter französischem Einfluss, der politische Anteilnahme und wirtschaftliche Stabilität sicherte, die bessere Alternative. Das Tauziehen zwischen dem Adel der Merina, den „Côtiers“  und den „Colons“ (Kolonisten) machte den Weg frei für den in Frankreich ausgebildeten „Côtier“ Philibert Tsiranana. Dessen moderate Politik des sanften Übergangs wurde in einem Referendum am 28. September 1958 bestätigt und mündete in die Teilnahme des jungen Landes an der Communauté française. Die Gemeinschaft sah vor, dass in den Bereichen Außenpolitik, Handel, Zoll, Militär und Bildung die französische Vormachtstellung zunächst erhalten blien. Am 26. Juni 1960 erklärte Madagaskar formal seine Unabhängigkeit. Präsident Tsiranana, der den Siedlern freundlich gesinnt war, zeichnete Henry de Heaulme für seine Verdienste mit dem Nationalorden von Madagaskar aus.
Im Juli 1964 besuchte der deutsche Botschafter in Madagaskar Willi Georg Steffen auf Einladung der de Heaulmes den Berenty-Nationalpark. Er war der erste Deutsche. der nach dem Zweiten Weltkrieg eingeladen wurde.

### Firmenübertragung
In den 1960er Jahren begann Henry de Heaulme die Geschäfte auf seinen ältesten Sohn Jean zu übertragen. Nach dem Baccalaureate am Lycée Saint-Michel in Tananarive ging er zur Ableistung seines Militärdienstes 1946 nach Frankreich, machte dort auf Wunsch seines Vaters zunächst eine Lehre als Mechaniker bei der Firma Pont du Sud in Toulon.
Am 14. April 1947 begann er seinen Militärdienst beim 19. Artillerie-Regiment.
Sein Regiment sicherte 1947 im Piemont die im Pariser Vertrag verfügte Abtretung von La Brigue und Tende von Italien an Frankreich ab. An freien Tagen lernt er bei dem Elektroingenieur Bernard Astraud, den er während der Lehre bei Pont du Sud kennen lernt, das Fliegen. Später diente Jean bei den französischen Besatzungstruppen am Bodensee und im Schwarzwald. Im Sommer 1947 hatte er Sonderurlaub, um die madagassische Delegation beim internationalen Pfadfindertreffen in der Nähe von Paris zu leiten.
Dort traf er seine Cousins Jean, Alain und Richard de Heaulme de Boutsocq, deren Vater La Réunion verlassen hatte, um in Indochina sein Glück zu machen. Cousin Jean wird Berufssoldat.

#### Der madagassische Aufstand
Jean  wurde als Hauptfeldwebel entlassen und kehrte auf Anordnung des Vaters am 20. März 1949 nach Madagaskar zurück. Inzwischen hatte Frankreich die Fremdenlegion nach Madagaskar geschickt, um den Freiheitskampf der Madagassen gegen die Kolonialherrschaft Frankreichs zu unterdrücken. Jean wurde nach seiner Rückkehr sofort dienstverpflichtet und übernahm das Kommando über eine Einheit der Legion, die überwiegend aus deutschen Söldner bestand und die Aufgabe hatte, Rebellen zu jagen und Transporte an der Ostküste zu sichern. 1950 war der Aufstand blutig niedergeschlagen. Schätzungen sprechen von 70.000 Toten.
Jean kehrte in das zivile Leben zurück und übernahm im Auftrag des Vaters die Leitung der Glimmermine in Betanimena. Das Bergwerk ist sieben Fahrstunden von Berenty entfernt und nur mit dem Geländewagen zu erreichen. Strom gab es nicht. Alles wurde in Handarbeit erledigt. Jean lebte in einer Lehmhütte. Nach drei Jahren kehrte er nach Berenty zurück, um beim weiteren Ausbau der Sisalproduktion zu helfen.
Als die de Heaulmes zusammen mit den de Guitauts und den Confolant im gleichen Jahr in Fort Dauphin eine Sisalspinnfabrik errichteten, überredete Jean seinen Freund und Fluglehrer aus Cuers Bernard Astraud, den Posten des Elektroingenieurs zu übernehmen. Der vom Fliegen besessene Astraud gründete in Behara eine Pilotenschule. Doch für die frisch ausgebildeten Flugzeugführer gab es in Madagaskar kein Fluggerät. Als Astraud hörte, dass die Rhodesische Luftwaffe vierundzwanzig einmotorige de Havilland Canada DHC-1 Chipmunk Zweisitzer verkaufen wollte, schlug er zu. Im Oktober 1953 überführte er gemeinsam mit Jean und Jacques Lalut (* 1923), dem Verlobten von Jeans Schwester Huguette, auf einem Flug der Geschichte machte, zunächst neun und in zwei weiteren Flügen die restlichen Chipmunk von Bulawayo in Rhodesien über Lumbo und Juan de Nova in der Straße von Mosambik nach Fort Dauphin. Beim letzten Flug kam es ein zu einem tragischen Unglück. Bernhard de Guiteaut und seine Frau Aleth stürzten im Nebel in den Bergen von Rhodesien ab.
Jean de Heaulme suchte weitere Herausforderungen. Er bewältigte im Land Rover die legendäre Strecke von Kapstadt nach Kairo. Dann erwarbe er eine zweimotorige Beechcraft Baron D55, die er in Wichita (Kansas) in Empfang nahm und mit Jacques Lalut und in Begleitung seines Vaters über die Azoren, Kampala und Dar-es-Salaam nach Fort Dauphin brachte. Im Frühjahr 1954 wurde Oberst Arthur Loumange von Indochina nach Fort Dauphin versetzt und übernahm dort das Kommando über die französische Garnison. Zu seiner Familie gehörte die 18-jährige Tochter Aline, in die sich Jean verliebte, der jedoch fünf Jahre brauchte, um den Widerstand des Vaters gegen eine Ehe seines Sohnes mit einer Nichtaristokratin zu brechen.

### Aufstände gegen die französische Herrschaft
Auf die Colons kamen elf Jahre nach der Unabhängigkeit schwierige Zeiten zu. Unter den Rinderherden im Süden Madagaskars brach 1971 eine Milzbrandepidemie aus, die Steuereintreiber der Regierung erzürnen die Einwohner. Unter dem charismatischen Monja Jaona, Sohn eines Pastors, einer der Architekten der Unabhängigkeit und Anführer des Mouvement National pour l’Indépendence de Madagascar (MONIMA), erheben sich die Antandroy. Sie fordern  die Unabhängigkeit von den Merina des Hochplateaus. Die schicken Gendarmen, angeführt von dem Saint-Cyr-Absolventen Oberst Richard Ratsimandrava. In Ampanihy kommt es zu einem Massaker mit tausend Toten. Die Revolte der Antandroy ist damit zu Ende. Doch bereits im folgenden Jahr begehren in der Hauptstadt Jugendliche und Studenten auf gegen das nach Frankreich orientierte Regime des alternden Präsidenten Tsiranana (an den Oberschulen gilt zehn Jahre nach der Unabhängigkeit immer noch das französische Baccalauréat, an der Universität „Charles de Gaulle“ sind Lehrplan, Sprache und Professoren französisch).
In der Regierung sitzen immer noch eintausend französische Berater in den Schlüsselstellungen. Ersatz für die Helfer aus Frankreich kommt nur aus den Reihen der Merina und Betsileo. Kandidaten der Küstenstämme haben keine Chance. Es gibt Tote und Verletzte. Das Rathaus von Tananarive wird abgebrannt. Oberst Ratsimandrava, Chef der Gendarmerie, sympathisiert mit den Studenten. Er weigert sich, seine Polizisten auf unbewaffnete Protestler schießen zu lassen. Nach einem Jahr voller Unruhen stürzt im Oktober 1972 die Regierung Tsiranana.

### Die Militärdiktatur
In der Folge kam es zu einer Militärdiktatur unter General Gabriel Ramanantsoa. Oberst Ratsimandrava wurde Innenminister und erfreute sich durch seine an der traditionellen Dorfversammlung orientierten basisdemokratischen Politik der „Fokon’olona“ zunehmender Beliebtheit, insbesondere bei der ländlichen Bevölkerung.
Im Januar 1975 verwüstete de Zyklon Débora  den Süden der Insel. Die Häuser von Berenty und weite Teile der Sisal-Plantagen am Mandrare wurden zerstört. Der Wiederaufbau beginnt sofort, gestaltet sich aber schwierig.
Auch das Land geriet wieder in politische Turbulenzen. General Ramanantsoa trat zurück, der neu gewählte Präsident Ratsimandrava fiel sechs Tage später, am 11. Februar 1975, einem Attentat zum Opfer. Das Attentat brachte das Land an den Rand eines Bürgerkriegs. Nach einer Übergangsregierung unter General Gilles Andriamahazo übernahm am 15. Juni 1975 der bisherige Außenminister Didier Ratsiraka die Macht und regierte das Land bis 1991 autokratisch.
Am 30. Dezember 1975 kommt es zur Ausrufung der sozialistisch orientierten Demokratischen Republik Madagaskar. Ratsiraka nationalisiert große Teile der Wirtschaft und bricht alle Beziehungen zu Frankreich ab. Diese Politik beschleunigt den Niedergang der madagassischen Wirtschaft. Die Nachbarn der Familie de Heaulme am Mandrare, die Familie de Guitaut, Eigentümer von Weinbergen und Wäldern um das Château de l’Epoisses in Burgund, überlassen ihre Sisal-Plantagen den staatlichen Aufsehern der Merina und kehren zurück nach Frankreich. Auch Henry de Heaulme, inzwischen 76 Jahre alt, verlässt die Insel. Er setzte sich, wie sein Bruder Alain und die Duprays in der Dordogne zur Ruhe. Jean de Heaulme  bleibt in Berenty. Die Sozialisierung der Wirtschaft führt zu Versorgungsengpässen. Es fehlt an Reis, Speiseöl, Kerzen und Brennstoff und es kommt immer wieder zu Protesten. In Mahajanga gibt es im Dezember 1976 heftige Konfrontationen zwischen Madagassen und Komorern. Im Mai 1978 werden Studentendemonstrationen in Tananarive blutig niedergeschlagen. Es gibt drei Tote. Die Insel wird 1978 von einer Welle der Fremdenfeindlichkeit erfasst. Viele indische, chinesische und griechische Kaufleute und Händler werden ausgewiesen. Auch in dem erneut von einer Dürre geplagten Süden flackern Revolten auf.
Im Oktober 1978 feuerte ein Schweizer Buchhalter der de Heaulmes eine Signalrakete in den Nachthimmel von Fort Dauphin. Reste landen auf dem Marktplatz und verängstigen die Anwohner. Das Militär schreitet ein. Der Schweizer hat eine Genehmigung für acht Raketen, hat aber zwei davon an Jean de Heaulme weitergegeben. Dessen Büro wird durchsucht. Neben den zwei Notsignalen findet man drei Pistolen und obwohl er einen Waffenschein besitzt, wird er unter dem Vorwurf des Umsturzes und der Spionage festgenommen. Jean von der Inhaftierung verunsichert, lässt die Söhne Henry jr. (* 1960) und Philippe (* 1962) sowie Tochter Claire (* 1967) zusammen mit dem Großvater Henry nach Frankreich in Sicherheit bringen. Henry de Heaulme, der noch von Präsident Tsiranana als einer der Gründungsväter der Unabhängigkeit Madagaskars ausgezeichnet worden war, ist ein gebrochener Mann. 1984 besucht er noch einmal Berenty. Auf der Rückreise wurde er von der zweiundachtzigjährigen Marthe de Heaulme begleitet. Henry de Heaulme erkrankt schwer. Bis zu seinem Tode zwei Jahre später wird er das Haus in der Dordogne nicht mehr verlassen.
Jeans älteste Tochter Bénédicte (* 1957), die kurz vor ihrem Schulabschluss an der American Lutheran School in Fort Dauphin steht, bleibt zurück, um dem inhaftierten Vater und der Mutter Aline beizustehen. Aline de Heaulme ist französische Honorarkonsulin in Fort Dauphin. Die französische Botschaft bedrängt sie daher, sich offiziell für ihren Mann einzusetzen. Man werde ihn dann sofort nach Frankreich ausfliegen. Eine Delegation von Plantagenarbeitern aus Berenty erscheint bei der Polizei in Fort Dauphin und bemüht sich um Freilassung. Die Arbeiter drohen sogar mit Aufstand. Jean de Heaulme lehnt ab. Nach fünf Monaten wird er im Februar 1979 aus dem Gefängnis entlassen.
Die Regierung lenkt ein und lädt ihn, den Kolonisten, am 26. Juni 1979 in die Hauptstadt ein, um an den offiziellen Feiern zum Nationalfeiertag teilzunehmen. Einen Monat später wird er vor Präsident Ratsiraka gerufen. Der ist sehr direkt und wundert sich, dass die Madagassen Jean de Heaulme, einen Franzosen, ein völliges Beispiel für einen Kolonialisten, so lieben und verehrten. Auch die Antandroy im Süden seien gegen ihn. Jean de Heaulme habe deren Anführer Monja Jaona unterstützt. Warum? Jean verweist darauf, dass sein Vater mit Monja Jaona, Laurent Botokeky, André Resampa und Tsiranana für die Unabhängigkeit eingetreten sei. Dies seien auch seine Freunde und würden es immer bleiben. Im zweiten Punkt ging es um die am Boden liegende Wirtschaft im Süden. Um die Arbeitsplätze auf den inzwischen verstaatlichten der Sisalplantagen am Mandrare zu retten, bietet Ratsiraka schließlich eine fünfzigprozentige Beteiligung an und schickt Jean de Heaulme zu Verhandlungen mit den ehemaligen Eigentümern nach Frankreich. Seine Frau Aline und Tochter Bénédicte müssen in Madagaskar bleiben. Ihre Pässe werden eingezogen. Die Confolent- und Galloisfamilien stimmen dem Vorschlag zu, zwei andere verkaufen in einem Blitztransfer an den Schweden Bertil Akesson. Der bietet der madagassischen Regierung mit Hinweis auf die sozialistische Regierung in Schweden die Zusammenarbeit an. Jean übernimmt vorübergehend auch die Leitung der Plantagen des Schweden. Trotz der schlechten Versorgungslage gelingt es ihm, die heruntergewirtschafteten Sisalpflanzungen wieder auf Vordermann zu bringen. Dabei hilft, dass die mit dem Ratsiraka-Regime verbündete Sowjetunion Sisal zu Spitzenpreisen kauft, allerdings in nicht konvertierbaren madagassischen Franc bezahlt. Zwei Jahre später bietet die Regierung an, den Staatsanteil auf dreißig Prozent zu reduzieren. Über die steigende Sisalproduktion gelingt es, den Süden politisch zu stabilisieren.
Madagaskar selbst helfen die Maßnahmen nicht. Fünf Jahre nach seiner Machtübernahme hat Ratsiraka das Land ruiniert. Das Bruttosozialprodukt stagniert, Investitionen finden nicht statt, Fluchtgelder werden ins Ausland verschoben, der Schwarzmarkt für Devisen, Reis, Zahnpasta und Seife blüht. Das Transportmonopol lässt die Versorgung der Städte zusammenbrechen. Das Prokopfeinkommen sinkt um 30 %. Die Bauern ziehen sich angesichts der staatlich verordneten – tiefen – Preise von den Märkten zurück. Ratsiraka versucht vergeblich, die Verarmung der Bevölkerung durch wachsende Auslandsverschuldung zu bremsen, Im Februar 1981 gibt es in Tananarive bei Krawallen fünf Tote. Das Land ist bankrott. Die Regierung ruft den Internationalen Währungsfonds (IMF) und die Weltbank zu Hilfe. Die verordnen einen drastischen Sparkurs. Trotzdem wird Ratsiraka, manche Experten sprechen von massiven Fälschungen, wiedergewählt. Ab 1982 entwickelte sich Madagaskar trotz schwerer interner Konflikte zum 'Musterschüler' der Weltbank.
Der Tourismus rettet Berenty. Jean de Heaulme hatte bereits 1974 die Idee, die Sisalplantage und die Lemuren-Reservation in eine Touristenattraktion zu verwandeln. Er lässt nun die Gebäude umbauen und ein Hotel errichten. 1980 kommen die ersten Gäste. Ab 1983 besuchen auch Gruppen der amerikanische Organisation Earthwatch, die einer begrenzten Zahl von gut zahlenden Laien die Möglichkeit gibt, an wissenschaftlichen Expeditionen teilzunehmen, Berenty.
Claire de Heaulme und ihr Bruder Philippe beenden 1984 ihre Ausbildung in Frankreich und kehren auf dem Landweg über Gibraltar, Marokko, Algerien, Tschad, Zentralafrikanische Republik, durch Zaire, wo sie von Banditen überfallen werden, über Kenia nach Berenty zurück. Dort helfen sie ihrer Mutter beim weiteren Ausbau des Touristenhotels. Didier Foulon, der sie auf der Reise durch Afrika begleitet hat, will auch bleiben, findet Arbeit in Fort Dauphin und heiratet Claire.  1985 wird die Familie für ihren Einsatz zur Erhaltung der Flora und Fauna im Süden Madagaskars mit dem J. Paul Getty Preis für Naturschutz ausgezeichnet.
Auch Jean de Heaulme wird 1989 von Präsident Ratsiraka rehabilitiert. Von dem gleichen Präsidenten, der ihn 1978 ins Gefängnis werfen ließ, wird er mit dem Nationalorden von Madagaskar ausgezeichnet, demselben Orden, den bereits sein Vater Henry 1960 von Präsident Tsiranana erhalten hat.
Berenty übersteht auch die große Dürre und Hungersnot von 1991–1992, in deren Folge Präsident Reziraka abgewählt wird. Ihm gelingt es zwar 1996 wieder an die Macht zu kommen, er muss jedoch im Jahr 2002 auf Druck der USA endgültig ins Exil nach Frankreich gehen. Derweilen zieht Anfang des neuen Jahrtausends der Weltmarktpreis für Sisal wieder an, der Tourismus in Madagaskar ist dagegen fast komplett zum Erliegen gekommen. 2003 übergibt der fünfundsiebzigjährige Jean de Heaulme die Geschäfte endgültig an seinen fünfundvierzigjährigen Sohn Philippe. Henry jr.  beendet sein Studium an einer der Grandes écoles als Elektroingenieur und findet, begleitet von seiner Frau Pascale, Beschäftigung in der Freihandelszone von Tananarive.